# Antoni Aleksandrowicz (podpułkownik)
Antoni Aleksandrowicz (ur. 26 czerwca 1887 w Oszmianie, zm. w 1960) – podpułkownik artylerii Wojska Polskiego.

## Życiorys
Urodził się 26 czerwca 1887 w Oszmianie, w ówczesnym powiecie oszmiańskim guberni wileńskiej, w rodzinie Jana.
W 1907, po ukończeniu Wileńskiej Szkoły Junkrów Piechoty, został mianowany podporucznikiem i wcielony do 5 Wschodniosyberyjskiego Pułku Strzelców, który stacjonował w Nikolsku Ussuryjskim i wchodził w skład 2 Syberyjskiej Dywizji Strzelców. W 1913 został przeniesiony do 4 Władywostockiego Pułku Artylerii Fortecznej (ros. 4-й Владивостокский крепостной артиллерийский полк) we Władywostoku. W szeregach tego oddziału dowodzonego przez pułkownika Siergieja Augustowicza von Witte (ros. фон Витте Сергей Августович) walczył w czasie I wojny światowej. Był dowódcą kompanii.
Był organizatorem polskiego oddziału wojskowego w Mandżurii oraz organizatorem artylerii armii mongolskiej z polecenia atamana Grigorija Siemionowa.
8 stycznia 1924 został zatwierdzony w stopniu majora ze starszeństwem z dniem 1 czerwca 1919 i 75. lokatą w korpusie oficerów rezerwy artylerii. W tym czasie jako oficer rezerwy 17 pułku artylerii polowej został zatrzymany w służbie czynnej. Później został przemianowany na oficera zawodowego i przeniesiony do 3 pułku artylerii ciężkiej w Wilnie na stanowisko dowódcy III dywizjonu. 3 maja 1926 został awansowany do stopnia podpułkownika ze starszeństwem z dniem 1 lipca 1925 i 6. lokatą w korpusie oficerów artylerii. W maju 1927 został przeniesiony do 19 pułku artylerii polowej w Nowej Wlejce na stanowisko zastępcy dowódcy pułku. W styczniu 1931 został przeniesiony na stanowisko rejonowego inspektora koni w Wołkowysku. Z dniem 31 sierpnia 1935 został przeniesiony w stan spoczynku. Po zwolnieniu z wojska zamieszkał w Wilnie, gdzie działał społecznie w Federacji Polskich Związków Obrońców Ojczyzny.
19 września 1939 w miejscowości Zawiasy przekroczył granicę z Litwą i został internowany na jej terytorium. 13 lipca 1940, po zajęciu Litwy przez Armię Czerwoną, został osadzony w Obozie NKWD w Kozielsku (tzw. „Kozielsk II”). 2 lipca 1941 został przeniesiony do Obozu NKWD w Griazowcu. 3 września tego roku został zwolniony i skierowany do Tatiszczewa, gdzie formowały się oddziały Polskich Sił Zbrojnych w ZSRR. Został wyznaczony na stanowisko dowódcy 9 pułk artylerii ciężkiej.

## Ordery i odznaczenia
- Krzyż Walecznych[19]
- Medal Niepodległości – 2 sierpnia 1931 „za pracę w dziele odzyskania niepodległości”[20][21]
- Złoty Krzyż Zasługi – 22 kwietnia 1938 „za zasługi na polu pracy społecznej w Federacji Polskich Związków Obrońców Ojczyzny”[16]
- Medal Zwycięstwa[19]
- Order Świętej Anny 3. stopnia – 19 marca 1917[22]
- Order Świętego Stanisława 3. stopnia – 6 października 1915[22]
- Medal pamiątkowy 300-lecia Domu Romanowych (1913)[22]

## Publikacje
- Mandżuria jej przeszłość, teraźniejszość, kraj i ludzie. Warszawa: Instytut Wydawniczy „Biblioteka Polska”, 1937. Brak numerów stron w książce
- Powstanie i rozwój polskiej konfederacji wojskowej na Dalekim Wschodzie. „Listy Polskie z Dalekiego Wschodu Azji i Biuletyn Handlowo-Przemysłowy : supplement to The Harbin Daily News”. 23-24 (58-59), 1928-12-06. Harbin.brak numeru strony